# Xiphidiopsis forcipa
Xiphidiopsis forcipa är en insektsart som beskrevs av Shi, F-m. och Huiming Chen 2002. Xiphidiopsis forcipa ingår i släktet Xiphidiopsis och familjen vårtbitare. Inga underarter finns listade i Catalogue of Life.